# MuseScore
MuseScore je notační program pro Windows, OS X a Linux. Vytvořil jej Werner Schweer. Vydán je jako svobodný software pod GNU General Public License. Má sadu vlastností srovnatelnou s Finale a Sibeliem. Je podporována spousta různých formátů a zadávacích metod.

## Historie
MuseScore bylo původně vytvořeno jako odvozenina sekvenceru MusE. V té době mělo MusE schopnost zápisu not a v roce 2002 se Werner Schweer, jeden z vývojářů MuSE, rozhodl odstranit podporu pro notaci z MusE a využít kód v samostatném notačním programu. Od té doby je MuseScore stále vyvíjeno.
Stránky MuseScore.org byly vytvořeny v roce 2008 a rychle ukázaly rostoucí počet stažení MuseScore. Od prosince 2008 byl počet stažení na úrovni 15 000 za měsíc.
Verze 0.9.5 byla vydána v srpnu 2009 a byla stálá dostatečně pro denní nebo produkční užití. Byla přidána podpora pro Mac OS X. Od října 2009 bylo MuseScore staženo více než 1000krát za den. Od čtvrtého kvartálu 2010 se počet stažení MuseScore za den ztrojnásobil.
MuseScore 1.0 bylo konečně vydáno v únoru 2011. Toto milníkové vydání se zaměřilo na stálost spíše než na nové funkce.
Toto vydání bylo brzy následováno MuseScore 1.1 v červenci 2011, jež bylo staženo téměř milionkrát. Toto vydání verze 1.1 opravovalo skoro 60 chyb a také obsahovalo vylepšenou podporu pro jazzovou notaci. V tomto vydání byla taktéž zahrnuta význačná funkce umožňující spolupráci uživatelů a zveřejňování napsaných not online.
V březnu 2012 bylo vydáno MuseScore 1.2. Tato verze zahrnula opravu téměř sta chyb, vylepšené nahrávání a ukládání formátu MusicXML, a stejně tak zlepšenou podporu pro zvláštní znaky.
Malá aktualizace obsahující většinou opravy chyb byla vydána jako MuseScore 1.3 v únoru 2013.
V březnu 2015 bylo vydáno MuseScore 2.0, které obsahuje mnoho nových funkcí.

### Historie verzí
MuseScore nemá žádný zvláštní rozvrh vydávání verzí, a nové verze jsou vydávány, když vývojáři usoudí, že se dají považovat za připravené.
- Verze 0.9.5 byla vydána v srpnu 2009. Byla to první stabilní verze, a také první verze, která podporovala Mac OS X.
- Verze 0.9.6 byla vydána v červnu 2010.[7]
- Verze 1.0 byla vydána v únoru 2011.
- Verze 1.1 byla vydána v červenci 2011. Opravovala chyby v 1.0 a uvedla nové funkce.[8]
- Verze 1.2 byla vydána v březnu 2012. Obsahovala spoustu nových funkcí a oprav chyb.[5]
- Verze 1.3 byla vydána v únoru 2013 jako opravná verze.
- Verze 2.0 byla vydána v březnu 2015. Obsahuje mnoho nových funkcí.[9]

#### MuseScore 3
- Verze 3.0 byla vydána v prosinci 2018.[10] s mnoha novými funkcemi, včetně automatického systému inteligentního rozložení pro zabránění střetů mezi prvky notového zápisu, notového písma pro zápis jazzových skladeb, podpory pokročilejší notace, více ovládacích prvků stylu, prohlídek editoru, které pomáhají novým uživatelům, zobrazení časové osy pro rychlejší pohyb v notách, přepracovaného směšovače a editoru MIDI a vestavěné automatické aktualizace.
- Verze 3.1 byla vydána v květnu 2019 s mnoha novými funkcemi, včetně přehrávání crescend a decrescend na jednotlivých notách a více možností přizpůsobení hmatových diagramů.[11]
- Verze 3.2 byla vydána v červnu 2019 s mnoha novými funkcemi.[12]
- MuseScore 3.3 byla vydána v říjnu 2019 s novým pojetím palet a pracovního postupu pro zadávání not a s vylepšením přístupnosti.[13]
- Verze 3.4 byla vydána v lednu 2020 s funkcí dálkového měření a vylepšeními v rozhraní.[14]
- Verze 3.5 byla vydána v srpnu 2020 s funkcí přehrávání akordových značek, zlepšením pracovního postupu, vylepšením rozložení a mnohým dalším.[15]
- Verze 3.6 byla vydána v lednu 2021 s novými písmy pro notový zápis a text a dalšími vylepšeními notosazby.[16]

#### MuseScore 4
- Verze 4.0 byla vydána v prosinci 2022. Je úplným přepracováním programu. Přinesla velké vylepšení notosazby, nový přehrávací stroj, obrovskou bezplatnou knihovnu zvukových vzorků (Muse Sounds, ke stažení samostatně), zcela nové uživatelské rozhraní, podporu VST3 (prozatím neběží v Linuxu) a další změny.[17]

## Vlastnosti
Hlavním účelem MuseScore je tvorba, upravování a tisk mnoha typů notových zápisů v prostředí založeném na myšlence “Co vidíte, to dostanete”. Podporuje většinu druhů notace, včetně jazzové notace, a tiskne nebo vyvádí vysoce jakostní vyryté listy. Notační program MuseScore vyhovuje průmyslovým notačním standardům.
Zápis not může být uživatelem přehráván pomocí vestavěného sekvenceru a knihovny vzorků. Jiné knihovny vzorků ve formátu SoundFont mohou být uživatelem nainstalovány taktéž. Během přehrávání jsou podporovány sbor, dozvuk a další efekty.
MuseScore nativně podporuje propojené hlasy a výtahy hlasů, vstup MIDI, neomezený počet osnov, notaci bicích, trámce přes osnovy, texty písní a více veršů. Funkcionalitu MuseScore lze dále rozšiřovat využitím systému přídavných modulů.
Notové zápisy lze z MuseScore vyvádět do mnoha různých souborových typů, včetně souborů WAV – tento zachovává tolik jemnosti (dynamika atd.), kolik je program schopen předat. Výsledkem je běžný stereo soubor WAV, který je možné bez dalšího zpracování vypálit na CD za účelem představení. Toto je funkce, která není v Sibeliovi, a jeden z důvodů, proč se MuseScore stal oblíbenou volbou pro vzdělávací ústavy, kde je přáním, aby byly práce žáků okamžitě přístupné, dokonce i ne-hudebníkům, (a studentu), jak student/skladatel postupuje (viz osvojení níže). Z tohoto důvodu lze MuseScore použít k vytváření hudebních efektů pro prezentaci (jako jsou pásky s hudebním doprovodem), i když je program teoreticky jen nástrojem pro skladatele.

### Podporované souborové formáty
MuseScore dokáže zavést formáty MusicXML, MIDI, Band-in-a-Box, Guitar Pro, capella (ve formátu cap3, ne CapXML) a Overture, a vlastní formát MuseScore a Compressed MuseScore Format. Dokáže vyvést do souborových formátů MusicXML, MIDI a LilyPond. Zvuk lze vyvést do souborů WAV, FLAC a OGG, a vyrytý výstup lze vyvést do formátů PDF, SVG, PNG a PostScript, nebo může být vytištěn přímo.
Ačkoli nemůže MuseScore nativně zavádět souborové formáty Sibelius a Finale, jeho podpora MusicXML umožňuje sdílení mezi různými programy.

### Zveřejnění na internetu
MuseScore hudebníkům dovoluje uveřejnění a sdílení jejich not na internetu. MuseScore.com umožňuje platícím odběratelům sdílení jejich not vytvořených v MuseScore přes tuto funkci. Jsou dostupné i účty zdarma, ale uživatelé jsou omezeni na 5 notových zápisů. MuseScore Connect je výchozí funkcí MuseScore.
MuseScore.com umožňuje přehrávání notového zápisu v kterémkoli prohlížeči podporujícím audio značku HTML5. Noty lze rovněž propojit s internetovým videem, takže se dají sledovat noty a dívat se na video obsahující tyto noty.

### Mobilní přehrávač
Od května 2014 má MuseScore mobilní aplikace dostupné pro iOS a Android, které jsou navázány na stránku ke sdílení notových zápisů MuseScore. S funkcemi, jako je přehrávání not, změna tempa, transpozice, míchání hlasů, program usiluje o podporu výuky hudby.

### Přenositelná verze
MuseScore také běží jako přenositelná verze. Může být uchováván na odstranitelném úložném zařízení, jako je CD, paměťová karta, takže je spustitelný na kterémkoli kompatibilním operačním systému.

## Vývoj
MuseScore je zdarma a je programem s otevřeným zdrojovým kódem. Je psán hlavně v C++. Vývoj MuseScore se odehrává na GitHubu. Werner Schweer, Nicolas Froment a Thomas Bonte pracují na plný úvazek a jsou vedoucími vývojáři projektu, do něhož přispívá i širší společenství přispěvatelů. MuseScore podporuje jak 32bitové tak 64bitové systémy, a grafické rozhraní používá víceplatformní sadu Qt.

## Osvojení
Velký počet stažení každý den ukazuje na vysokou úroveň přijetí jednotlivými uživateli. Mnohé linuxové distribuce MuseScore zahrnují ve svých softwarových knihovnách, například Ubuntu Software Center. MuseScore bylo také zahrnuto do sbírky VALO-CD, která poskytuje programy zdarma pro operační systém Windows.
MuseScore používají i četné vzdělávací ústavy, včetně Drew University a Ionian University. Vzdělávací výbor La Seigneurie des Milles-îles v Kanadě učinil MuseScore dostupným na 10 000 počítačích ve školách v oblasti Milles-îles v Quebecu.

## MuseScore a Goldbergovy variace
V roce 2011 byl spuštěn projekt, který si za cíl položil vytvoření tiskové a zvukové verze Goldbergových variací ve vysoké jakosti. Proces ovlivnil další vývoj MuseScore. Byly přidány nové funkce požadované kvůli pořízení vysoce kvalitního záznamu variací. Výsledné vylepšení programu bylo vydáno ve verzi 2.0.
Byla spuštěna kampaň na Kickstarteru a bylo dosaženo cíle při získávání prostředků. Vývojáři MuseScore a hudebník Kimiko Ishizaka spolupracovali na vytvoření jak vyrytého notového zápisu, tak na zvukové nahrávce. Konečný vyrytý notový zápis byl zcela vytvořen v MuseScore a je možné jej stáhnout zdarma.
V roce 2013 byl spuštěn projekt za účelem vytvoření Brailleovy edice Bachova Dobře temperovaného klavíru, lepšího zpřístupnění not slepým a zrakově postiženým hudebníkům.
Noty otevřených Goldbergových variací v brailleově formátu jsou již dostupné.

### Články
- Jon L. Jacobi, MuseScore is powerful and free musical notation software, Mar 20, 2013[nedostupný zdroj]
- Marc Sabatella, MuseScore 1.0 - A Milestone in Free Music Notation Software, February 07, 2011
- David Stocker, Introduction to MuseScore for Musicians and Music Educators, September 3, 2010
- Lee Schlesinger, WYSIWYG music app makes a score, June 21, 2010
- Music Dave Phillips, Notation Software for Linux, April 22, 2009
- MusTech.net review, October 7, 2008
- About.com review, March 24, 2008 Archivováno 11. 2. 2012 na Wayback Machine.
- Dave Phillips: Music Notation Programs: Recent Releases, Feb 25, 2008
- Musescore in Google Play Store: Oct 23, 2014